# 淞滨路站
淞滨路站位于中华人民共和国上海市寶山区吴淞街道同濟路与淞滨路交叉口，是上海地铁3号线的地铁车站。
该站规划时曾使用过吴淞镇站的站名，但启用后即使用现名。

## 车站結構

### 车站楼层
| 地上四层 | 侧式站台，右侧开门 | 侧式站台，右侧开门               | 侧式站台，右侧开门 | 侧式站台，右侧开门 |
|          |                    | █ 3号线 往上海南站（张华浜）     |                    |                    |
|          |                    | █ 3号线 往江杨北路（水产路）     |                    |                    |
|          | 侧式站台，右侧开门 |                                  |                    |                    |
| 地上三层 | 设备层             | 车站设备                         |                    |                    |
| 地上二层 | 站厅               | 票务服务、自动售票机、人工服务台 |                    |                    |
| 地面层   | 出入口             | 1-2出入口                        |                    |                    |

## 车站出口
淞滨路站共有2个出入口，其中1号口直接连通淞滨路同济路人行天桥，各出入口如下所示：
| 出口编号            | 出口指示       | 照片 |
| ------------------- | -------------- | ---- |
| 1 · 出口            | 淞滨路，同济路 |      |
| 2 · 出口 · （设有） | 淞滨路，同济路 |      |
| 图例： 设有         |                |      |

## 公交换乘
51、116、508、522、711、719、728、769、848、849、952、952B、宝山5路、淞安专线、淞罗专线、宝杨码头专线、淞嘉线、淞嘉专线